# Frederik Holst (læge)
 Der er flere personer med dette navn, se Frederik Holst.
Frederik Holst (født 14. august 1791 i Holmestrand, død 4. juni 1871 i Kristiania) var en norsk læge.
Holst blev cand.med. 1815 (sidste danske eksamen), licentiat 1816, dr.med. 1817 (radesyge, første norske doktorgrad) og stadsfysikus i Kristiania 1818. Han studerede fængsels- og fattigvæsen i udlandet 1819—21 og tog 1823 ordet for forbedring af disse forhold i Norge. Disse reformer knæsattes af kommissionen af 1837, som enstemmig anbefalede det af Holst anviste Philadelphiasystem, efter hvilket bodsfængslet indrettedes 1842. En artikel af Holst, der påviste Oslo Dollhus elendige indretning, gav anledning til nedsættelsen af en kommission vedrørende sindssygevæsenet 1825, der affødte sindssygeloven af 1848 samtidig med, at Gaustad Asyl oprettedes. Holst var professor i farmakologi og hygiejne 1824—65, deltog i udarbejdelsen af den første norske farmakopé og benyttedes meget i legislative og administrative øjemed. Han var medstifter af "Det norske medicinske Selskab", redigerede "Eir" 1826—37 og var medudgiver af "Tidsskrift for norsk Lægeforening" (1840—45).